# شورمزه
شورمزه نام غذایی محلی در بخش‌های کُردنشین استان آذربایجان غربی است. مواد این غذا شامل نخود، آب (گوشت قرمز و استخوان) و ادویه نمک و فلفل است. شورمزه به دو روش تهیه می‌شود. در مهاباد و سردشت به همراه یک تکه نان سرخ شده یا نان فانتزی که نخود را در داخل نان مانند ساندویچ یا لقمه قرار می‌دهند. به این نوع از این غذا در مهاباد، «کُلیچه شورمزه» گفته می‌شود.
اما در بوکان، این غذا به همراه نان نیست. تنها نخود و آب و با مقدار کمی از تکه‌های گوشت قرمز در ظروف یکبارمصرف سرو می‌شود. در بوکان به این غذا، شورمزه می‌گویند. شورمزه غذایی گرم و اغلب در فصل‌های پاییز و زمستان پخته می‌شود.